# Zahnärztliche Patientenberatung
Die zahnärztliche Patientenberatung der Kassenzahnärztlichen Vereinigungen (KZVen) und (Landes-)Zahnärztekammern bietet eine bundesweite kostenlose und unabhängige Beratung durch zahnmedizinische Experten. Das Angebot richtet sich sowohl an gesetzlich wie auch privat versicherte Patienten. Im Netzwerk der zahnärztlichen Patientenberatung beraten Zahnärzte und Mitarbeiter von KZVen und Kammern frei von Weisungen Dritter oder von wirtschaftlichen Interessen.
Ziel der zahnärztlichen Patientenberatung ist es, den Patienten im Umfeld einer Behandlung zu informieren und zu beraten. Darüber hinaus sind die Beratungsstellen auf Landesebene Ansprechpartner bei allen Fragen und Anliegen, die im Zusammenhang mit bereits durchgeführten Behandlungen auftreten können. Patienten können sich telefonisch, per E-Mail, Brief, Fax oder persönlich an eine der Beratungsstellen vor Ort wenden.

## Geschichte
Mitte der 1990er Jahre haben die Kassenzahnärztlichen Vereinigungen und die (Landes-)Zahnärztekammern in Eigeninitiative eine objektive und fachspezifische zahnärztliche Patientenberatung aufgebaut. Sie gehört damit zu den ersten institutionalisierten Beratungsangeboten überhaupt, die Patienten zur Verfügung standen.
Die Gesundheitspolitik hat das Thema Patientenberatung im Jahr 2002 dann auch in der Gesetzgebung aufgegriffen. Der zunehmenden öffentlichen Bedeutung des Themas trugen die Kassenzahnärztlichen Vereinigungen und die (Landes-)Zahnärztekammern durch einen Ausbau ihrer Beratungsstellen Rechnung.
Mit der Einführung des Festzuschusssystems für Zahnersatz bei gesetzlich Krankenversicherten im Jahr 2005 haben die KZVen die Patientenberatung zudem um ein bundesweites „Zweitmeinungsmodell“ erweitert. Seitdem haben Patienten die Möglichkeit, auf Grundlage eines vorliegenden Heil- und Kostenplanes kostenlos und unverbindlich eine weitere Meinung zur Behandlungsplanung ihres Zahnarztes einzuholen.

## Struktur und Leistungen
Die Kassenzahnärztlichen Vereinigungen und (Landes-)Zahnärztekammern haben unter anderem den gesetzlichen Auftrag, die Erfüllung der vertragszahnärztlichen sowie der berufsrechtlichen Pflichten der Zahnärzte zu überwachen. Des Weiteren haben sie die Aufgabe, Gutachter zu bestellen und sich bei Streitigkeiten im Rahmen der Berufsausübung um Schlichtung zu bemühen. Die zahnärztliche Selbstverwaltung übernimmt deshalb die gesetzliche Aufgabe der Patientenberatung, ebenso wie die Einrichtung eines Gutachterwesens. Bei den (Landes-)Zahnärztekammern sind zusätzlich noch so genannte Schlichtungsstellen zur außergerichtlichen Beilegung von Streitigkeiten eingerichtet.
Bei der fachlichen Beratung geht es schwerpunktmäßig um Fragen zur zahnmedizinischen Versorgung, z. B. neue oder alternative Behandlungsmethoden, Materialien, möglichen Allergien und Risiken bei therapeutischen Eingriffen.
Die Beratungsstellen sind des Weiteren Ansprechpartner bei Fragen der Patienten zum zahnärztlichen Honorar, beispielsweise zu den Leistungen der gesetzlichen Krankenkassen oder zu gesetzlich geregelten privaten Zuzahlungen bei bestimmten Therapieformen. Darüber hinaus werden Auskünfte zu Abrechnungen über Leistungen nach der privaten Gebührenordnung für Zahnärzte (GOZ) gegeben. Auch bei Beschwerden über Abrechnungen leisten die Beratungsstellen Hilfe. Die Beratung zu zahnmedizinischen Fragen übernehmen in den Patientenberatungsstellen Zahnärzte, die eine dem aktuellen Stand der zahnmedizinischen Wissenschaft entsprechende Beratung leisten oder eine zweite Meinung auf Grundlage vorliegender Heil- und Kostenpläne abgeben. In besonderen Fällen erfolgt auch eine zahnärztliche Untersuchung vor Ort. In den Beratungsstellen arbeiten zudem fachlich besonders qualifizierte Mitarbeiter der zahnärztlichen Selbstverwaltung. Sie übernehmen insbesondere die Beratung von Patienten bei Fragestellungen, die an die zahnmedizinische Behandlung angrenzen, etwa zur Abrechnung von Leistungen.

## Zahnmedizinische Gutachten
Für den Bereich der vertragszahnärztlichen Versorgung existiert ein zwischen der Kassenzahnärztlichen Bundesvereinigung (KZBV) und dem GKV-Spitzenverband (GKV-SV) vertraglich vereinbartes Gutachterverfahren. Mit einem Planungsgutachten kann die Krankenkasse vor der Behandlung durch einen Gutachter prüfen lassen, ob die geplante genehmigungspflichtige Behandlung fachlich angemessen ist und von der Krankenkasse bezuschusst werden kann. Bei einer Beschwerde des Patienten nach der Versorgung mit Zahnersatz oder Zahnkronen wird in einem Mängelgutachten die Berechtigung der Beschwerde beurteilt. Die Gutachter müssen als Vertragszahnarzt zugelassen und entsprechend fachlich qualifiziert sein. Patienten entstehen bei vertragszahnärztlichen Gutachterverfahren keine Kosten.
Privatpatienten oder gesetzlich krankenversicherte Patienten, die Privatleistungen in Anspruch genommen haben und Behandlungsfehler vermuten, können bei den (Landes-)Zahnärztekammern ein Gutachten – das sogenannte Privatgutachten – über die durchgeführte Behandlung beauftragen. Die Kosten dafür trägt die Patientin oder der Patient.
In dem Gutachten wird geprüft, ob die Versorgung den Regeln der Zahnmedizin entspricht. Hierfür sind unabhängige Zahnärzte als Gutachter tätig. In Gutachterrichtlinien ist festgelegt, welche Qualifikationen die Gutachter haben und wie sie ihren Pflichten nachkommen müssen.

## Schlichtung
Kann eine einvernehmliche Lösung zwischen Patient und Zahnarzt nicht erzielt werden, bieten die (Landes-)Zahnärztekammern für Patienten, deren Anliegen nicht allein durch ein Gutachterverfahren geklärt werden kann, als außergerichtliche Möglichkeit eine Schlichtung an.
Das Schlichtungsverfahren hat die Aufgabe, bei Streitigkeiten, die aus der zahnärztlichen Berufsausübung entstanden sind, auf gütlichem Wege eine Klärung herbeizuführen oder – sofern die Beteiligten ihr Einverständnis dazu erklären – einen Schiedsspruch zu fällen. Die Schlichtungsstellen sind in den meisten Ländern auf gesetzlicher Grundlage eingerichtet und in der Regel mit Zahnärzten und Juristen besetzt. Als Alternative zur Schlichtung bieten einzelne (Landes-)Zahnärztekammern auch die Mediation als Verfahren der Streitbeilegung an.

## Zweitmeinung zu einer geplanten Versorgung mit Zahnersatz
Gesetzlich Versicherte können bei den zahnärztlichen Beratungsstellen eine kostenfreie Zweitmeinung zu ihrer Zahnersatzbehandlung einholen. Dafür muss bereits eine konkrete Behandlungsplanung des behandelnden Zahnarztes in Form eines Heil- und Kostenplanes vorliegen.
Die Beratungsgespräche werden von ausgewählten Zahnärzten geführt. Sie dürfen Patienten, die sie beraten haben, anschließend nicht selbst behandeln. Damit ist gewährleistet, dass die Beratung unabhängig von etwaigen wirtschaftlichen Interessen des Beraters erfolgt. Die Beratung beinhaltet eine Zweitmeinung zu einem konkreten Heil- und Kostenplan für Zahnersatz. Der Zahnarzt erläutert die vorgesehene Behandlung, die Leistungen der Krankenkasse und die Kosten, die dem Versicherten in Form des Eigenanteils entstehen. Er beantwortet die Fragen des Patienten und zeigt gegebenenfalls alternative Behandlungsmöglichkeiten auf.

## Evaluation und Weiterentwicklung
Seit dem Jahr 2016 werden die Ergebnisse der Patientenberatung bundesweit nach einheitlichen Kriterien erfasst und ausgewertet. Dies erlaubt es, die Beratung durch die zahnärztliche Selbstverwaltung kontinuierlich weiterzuentwickeln. Die Auswertung liefert darüber hinaus Hinweise auf eventuelle Problemlagen im zahnärztlichen Behandlungsgeschehen und hilft der Selbstverwaltung dabei, mit zielgerichteten Maßnahmen frühzeitig gegenzusteuern.